# Cladiella elegantissima
Cladiella elegantissima är en korallart som först beskrevs av May 1899.  Cladiella elegantissima ingår i släktet Cladiella och familjen läderkoraller. Inga underarter finns listade i Catalogue of Life.